# Nicola Bono
Nicola Bono (Modica, 9 ottobre 1952) è un politico italiano.
È stato presidente della Provincia di Siracusa e sottosegretario di Stato ai beni culturali.

## Biografia
Vive da sempre ad Avola, in Provincia di Siracusa. Laureato in Economia e commercio, è dottore commercialista. Giovanissimo ha svolto attività politica aderendo alla Giovane Italia prima e successivamente al Fronte della Gioventù e al FUAN, rivestendo nel tempo vari incarichi dirigenziali. Nel 1975 è stato eletto per la prima volta consigliere comunale del MSI ad Avola, e capogruppo consiliare, venendo successivamente confermato ininterrottamente fino al 1994.

### L'attività parlamentare
Nel 1986 è stato eletto per la prima volta deputato dell'Assemblea Regionale Siciliana nella lista del MSI-DN e confermato nel 1991. È stato componente del Comitato Centrale dell'MSI-DN e della Direzione Nazionale e ultimo Segretario Regionale del MSI.
Nel 1994 è stato eletto per la prima volta alla Camera dei deputati, (dimettendosi dall'ARS) diventando il principale riferimento di AN per le questioni economiche, rivestendo il ruolo di Relatore di Minoranza ai Disegni di Legge sulle manovre Finanziarie, a partire dal 1995 fino al 2000. Diviene segretario regionale di Alleanza Nazionale. Confermato alla Camera nel 1996, ha rivestito la carica di Segretario di Presidenza.
Nel 2001 è stato riconfermato deputato per la seconda legislatura consecutiva e chiamato a far parte del Governo con l'incarico di sottosegretario di Stato per i Beni e le Attività Culturali. Nel corso della sua attività di Governo ha ottenuto, fra gli altri risultati, l'iscrizione nella lista del Patrimonio dell'umanità UNESCO dei siti “Val di Noto” e “Siracusa e la necropoli di Pantalica”, in tal modo conquistando e consolidando il primato dell'Italia per siti iscritti nella lista del Patrimonio Culturale e Naturale dell'UNESCO.
Eletto per la terza volta nel 2006 alla Camera dei deputati, ha rivestito la carica di Capogruppo di AN nella VII Commissione (Cultura, Scienza e Istruzione) e di componente della Commissione Antimafia. In sede alla prima ha manifestato l'orientamento contrario del proprio gruppo alla risoluzione in tema di attenuazione del diritto d'autore sui siti internet no profit.
Dal 17 giugno 2008  è stato presidente della Provincia Regionale di Siracusa, eletto con 139.891 voti, pari al 68,55 %, con oltre 2.000 preferenze in più rispetto alla somma dei voti dei partiti della coalizione, fino al 17 giugno 2013. Nell'aprile 2014 Bono aderisce a Fare per Fermare il Declino. Attualmente molto vicino agli ambienti di Buona Destra.